# Kommunale Gemeinschaftsstelle für Verwaltungsmanagement
Die Kommunale Gemeinschaftsstelle für Verwaltungsmanagement (KGSt) ist ein von Städten, Gemeinden und Landkreisen gemeinsam getragener Fachverband für kommunales Management mit Sitz in Köln.
Die KGSt ist kein Kommunaler Spitzenverband (dazu zählen allein der Deutsche Städtetag, der  Deutsche Landkreistag und der Deutsche Städte- und Gemeindebund und ihre jeweiligen Landesverbände), sondern sieht sich als kommunaler Fachverband für Managementthemen. Die KGSt hat ein stetiges Mitgliederwachstum und kommt inzwischen auf über 2600 ordentliche Mitglieder mit insgesamt rund 82 Millionen Einwohnern und hat über 70 Beschäftigte.  Die KGSt betreibt das Online-Forum KGSt®-Kommunect zum Austausch von Lösungen und Ideen für Verwaltungsherausforderungen.

## Geschichte
Am 1. Juni 1949 wurde die KGSt unter dem damaligen Namen Kommunale Gemeinschaftsstelle für Verwaltungsvereinfachung in Köln in der Rechtsform eines nicht rechtsfähigen Vereins unter Mitwirkung von Reinhard Karl Julius Badenhoop gegründet. Im Mai 1951 beschloss der Hauptausschuss des Deutschen Städtetages, dass sich ein Sonderausschuss insbesondere mit Rechtsform und Haushalt der KGSt befassen sollte. Eine Folge war die erste Satzung im Mai 1956. Zum November 2005 erfolgte die Umbenennung der KGSt in den heutigen Namen Kommunale Gemeinschaftsstelle für Verwaltungsmanagement.
Seit ihrer Gründung arbeitet die KGSt mit dem Deutschen Städtetag in einem gemeinsamen Gebäude. Zuerst war dies die Lindenallee 13–17 in der Villenkolonie Köln-Marienburg. Nachdem der Städtetag im Jahre 2009 das unter Denkmalschutz stehende Gereonshaus erworben hatte, zog die KGSt im März 2011 gemeinsam mit ihm in dieses renovierte Gebäude in der Gereonstraße 18–32 im Kölner Stadtteil Altstadt-Nord.
Die KGSt besitzt seit dem Jahre 1952 für die Organisationsarbeit und für betriebswirtschaftliche Themen der kommunalen Verwaltungen eine übergeordnete Bedeutung, indem wesentliche Grundzüge der Verwaltungsorganisation für alle Städte und Gemeinden in Deutschland erarbeitet wurden. Im Jahre 1953 thematisierte sie Stellenplan und Stellenbewertung. Bereits 1963 legte sie ein Grundlagenpapier „Zwischengemeindliche Zusammenarbeit“ zur interkommunalen Zusammenarbeit vor. Ab 1990 entwarf sie das Neue Steuerungsmodell (NSM) für die Kommunen und entwickelte es ständig weiter. Darunter versteht man die deutsche Variante des New Public Management (NPM). Diesem fehlte zwar die erforderliche finanzwirtschaftliche Komponente; aufbauend darauf hat dann aber 2003 die Konferenz der Innenminister und -senatoren der Länder die Einführung des Neuen kommunalen Finanzmanagements (NKF) beschlossen.

### Vorstände
- Klaus Effing (seit 2020)
- Rainer Christian Beutel (2007 bis 2020)
- Hans-Joachim Hilbertz (2000–2006)
- Harald Plamper (1995–1999)
- Gerhard Banner (1976–1995)
- Karl-Heinz van Kaldenkerken (1974–1976)
- Erhard Mäding (1969–1974)
- Reinhard Baadenhoop (1952–1968)

### Verwaltungsratsvorsitzende (ab 1985)
- Mechtild Schulze Hessing, Bürgermeisterin der Stadt Borken (ab 2024)
- Gunter Czisch, Oberbürgermeister der Stadt Ulm (2022–2024)
- Hans-Günter Henneke, Hauptgeschäftsführer des Deutschen Landkreistages (2016–2021)
- Ivo Holzinger, Oberbürgermeister der Stadt Memmingen (2014–2016)
- Siegfried Balleis, Oberbürgermeister der Stadt Erlangen (2002–2014)
- Matthias Kammer, Senatsdirektor in Hamburg (2000–2002)
- Klaus Peter Rauen, Oberbürgermeister der Stadt Halle (Saale) (1998–2000)
- Wolfgang R. Assmann, Oberbürgermeister der Stadt Bad Homburg (1995–1998)
- Heiner Berger, Oberstadtdirektor der Stadt Aachen (1985–1995)

## Aufgaben
Die KGSt befasst sich insbesondere mit den Querschnittsthemen Führung, Steuerung und Organisation der Kommunalverwaltung. Kernaufgaben der Arbeit der KGSt sind:
- Gutachten und Berichte, das heißt Studien zu möglichen Optimierungsmöglichkeiten in der kommunalen Organisation.
- Seminare und Fachkonferenzen zu unterschiedlichsten Fachthemen.
- Newsletter zu neuen Entwicklungen und Trends, wie das monatlich erscheinende KGSt-Journal.
- Interkommunaler Erfahrungsaustausch, das heißt Schaffung von Informations- und Kommunikationsmöglichkeiten zwischen Kommunen und Moderation von Prozessen der Interkommunalen Zusammenarbeit. Dies geschieht  zum einen über die klassische Gremienarbeit und zum anderen über eine Wissensdatenbank, die Mitgliedern kostenlos zur Verfügung steht. Weitere Datenbanken ergänzen dieses Angebot, zum Beispiel die Datenbank Stellenbewertungen.
- Vergleichsringe, in denen Kommunen untereinander ihre Kosten und Leistungen in unterschiedlichen Fachbereichen (zum Beispiel Sozialamt, Feuerwehr, Kfz-Zulassung) auf Basis von Kennzahlen vergleichen können.

Alle drei Jahre organisiert die KGSt zudem das KGSt-FORUM, den mit rund 4500 Teilnehmenden vor Ort und über 2750 digitalen Gästen größten Kommunalkongress, auf dem aktuelle Arbeitsergebnisse und Zukunftsthemen präsentiert und erörtert werden.
Eine Besonderheit bei der Erstellung von Gutachten und Berichten ist die Einbindung von Fachleuten der jeweils betroffenen Aufgabengebiete aus verschiedenen Kommunen. Dieses Vorgehen soll ein hohes Maß an Praxisnähe bei den Veränderungsvorschlägen gewährleisten.
Auch weiterreichende Vorschläge zum Neuen Steuerungsmodell und zur Verwaltungsmodernisierung werden als die erfolgreichsten Projekte in der Geschichte der KGSt angesehen.